# Alexandros z Tralleis
Alexandros z Tralleis (asi 525 – asi 605) byl řecký lékař, učitel medicíny a autor řady lékařských spisů. Spolu s Galénem bývá považován za největšího řeckého lékaře.
Jeho nejvýznamnějším dílem byla dvanáctisvazková encyklopedie Therapeutika. Uvádí v ní mimo jiné také svůj humánní přístup k pacientům a smysl pro aktivní terapii. Stejně jako v dalších spisech se i v encyklopedii zabývá podrobným popisem symptomů a průběhem jednotlivých nemocí a také způsoby jejich léčení. Dále se v ní nachází přesné a podrobně popisy oftalmologických případů, nemocí jater, ledvin, plic apod. Ačkoliv tehdejší doba věřila v moc různých amuletů, soustředil se Alexandros především na předepisování správných léků. V jeho dílech jsou zaznamenány přípravky původem z Dálného Východu, které získal díky dobrým stykům s mořeplavcem Kosmou Indikopleustem. Díky svým přístupům bývá v odborné literatuře označován za "nejmodernějšího z byzantských lékařů".